# Tell (Nigeria)
Tell ist ein englischsprachiges, wöchentlich erscheinendes Magazin in Nigeria, das in Ikeja herausgegeben wird.
Die erste Ausgabe von Tell erschien am 8. April 1991 beim Verlag TELL Communications Ltd, der auch das Broad Street Journal publiziert. Die Zeitung nennt sich „Nigeria's  independent weekly“ und sieht sich als Sprachrohr des nigerianischen Volkes. Tell erreicht eine ungefähre Auflage von 80.000 Exemplaren, von denen 60.000 in Nigeria verkauft werden.
Als regierungskritische Zeitung wurde Tell zur Zeit der Militärdiktatur Sani Abachas vom nigerianischen Inlandsnachrichtendienst State Security Service schikaniert. Im Dezember 1995 wurden Razzien in der Druckerei von Tell durchgeführt, 55.000 Ausgaben beschlagnahmt und mehrere Journalisten verhaftet. Auch der Chefredakteur Nosa Igiebor wurde am 23. Dezember 1995 inhaftiert, am 24. Juni 1996 aber wieder freigelassen.